# Steinbruch Stoß

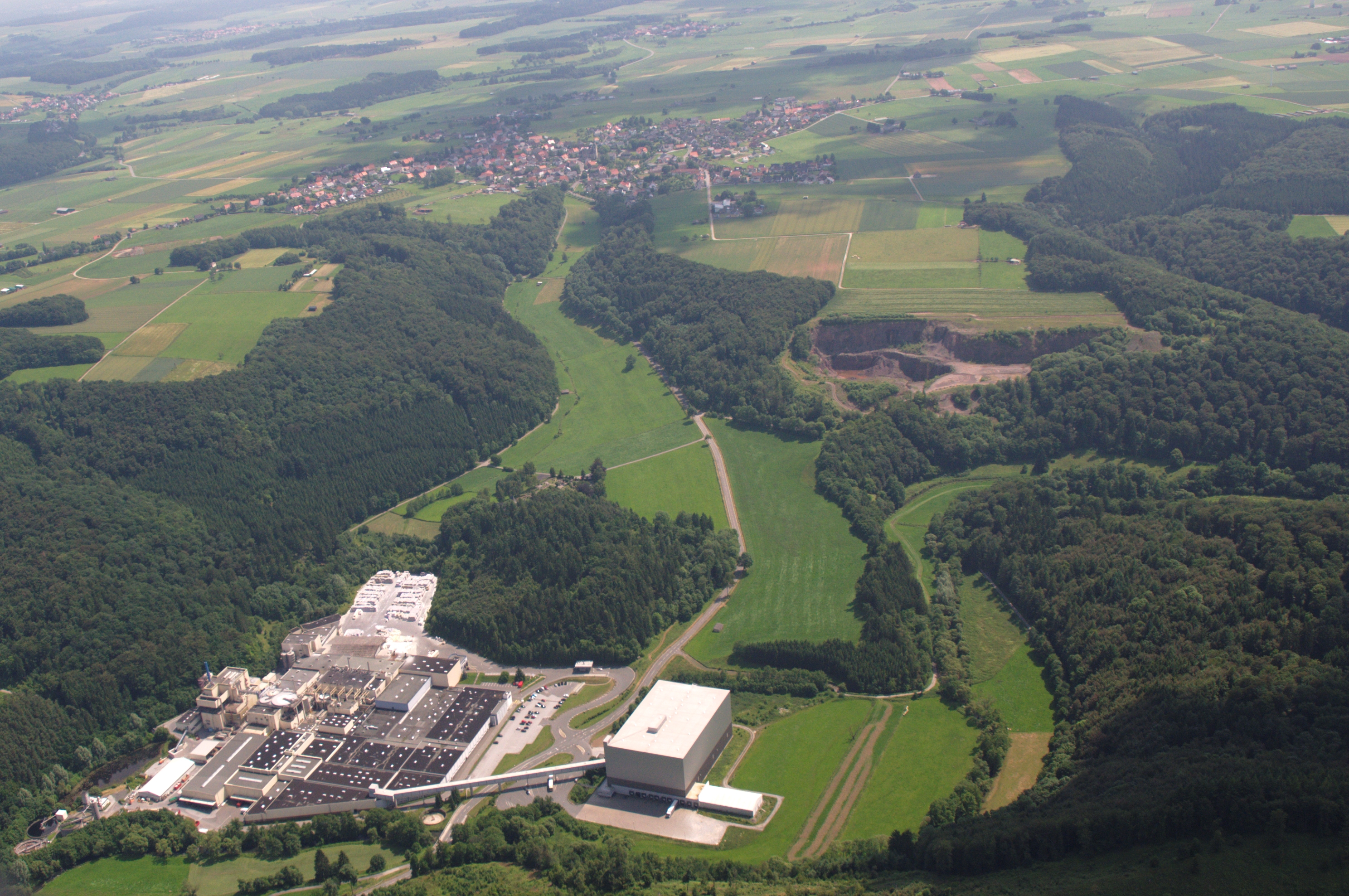
Steinbruch Stoß mit Giershagen und Wepa-Werk

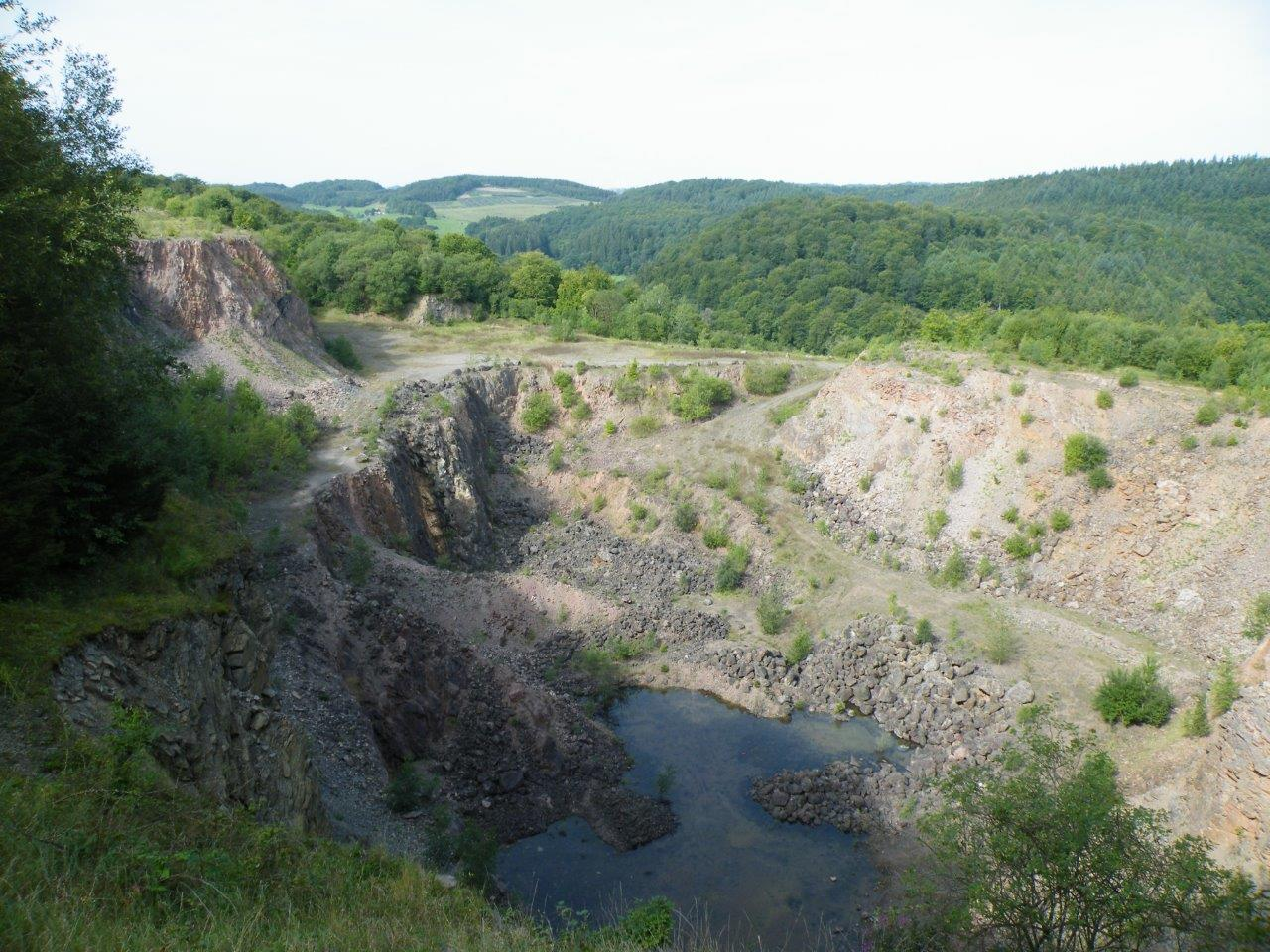
Steinbruch Stoß vom Ostrand

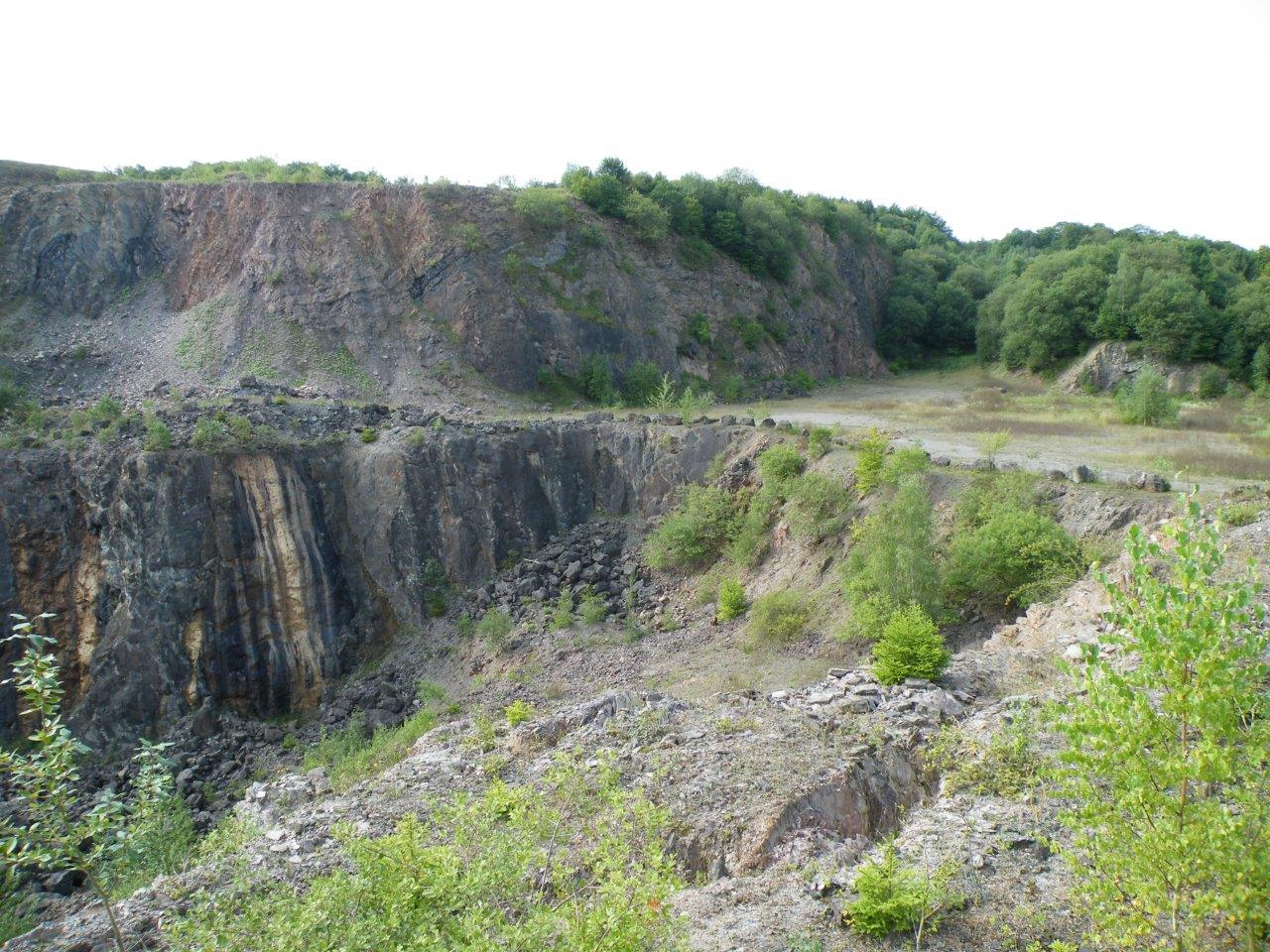
Mittlere Bereich des Steinbruchs

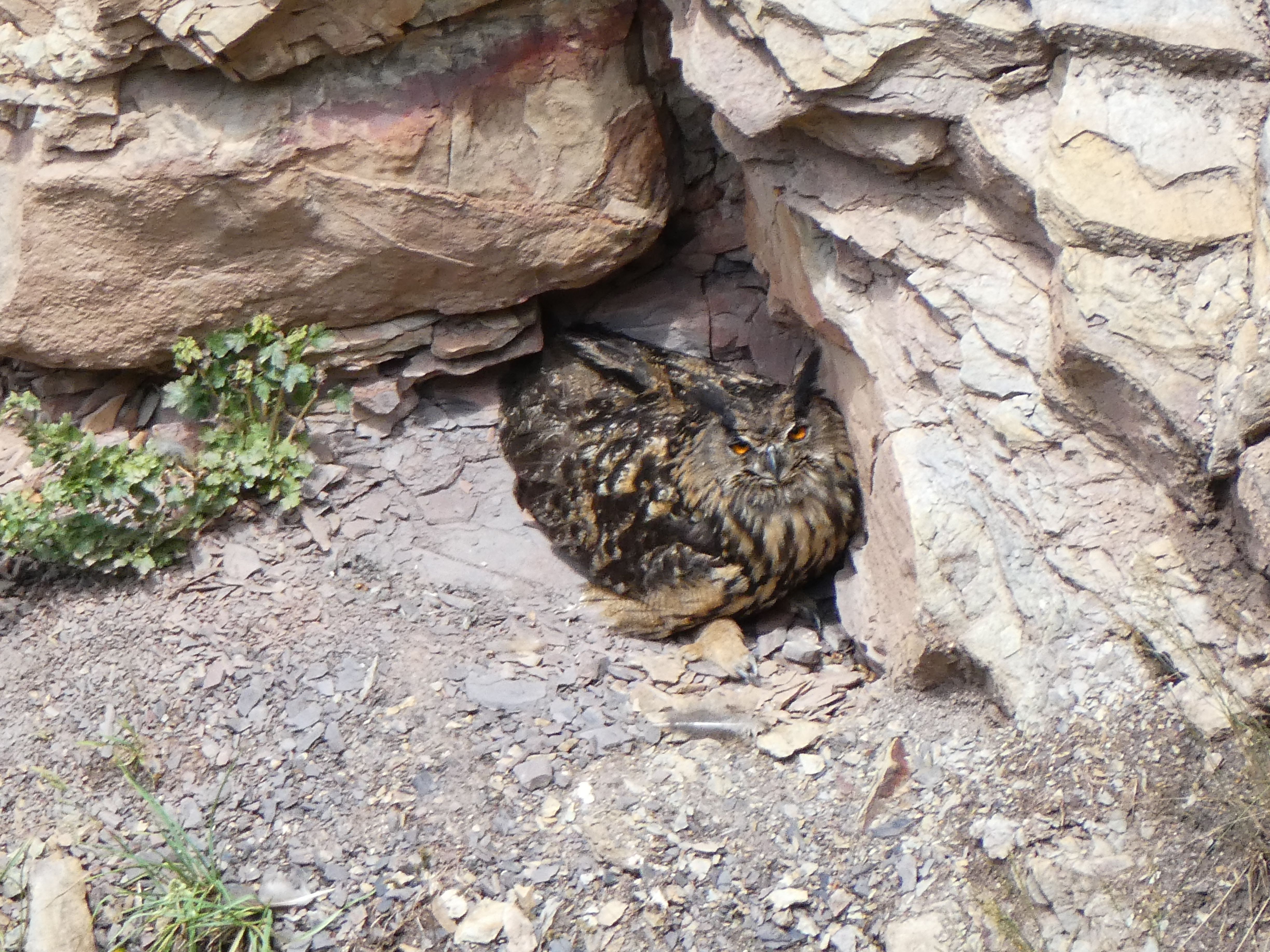
Uhu im Steinbruch Stoß

Der Steinbruch Stoß oder auch Steinbruch Giershagen und Diabaswerk Giershagen ist ein ehemaliger Kalk-Steinbruch nordwestlich von Giershagen im Stadtgebiet von Marsberg. Westlich und nördlich grenzt das Naturschutzgebiet Eselstall / Mittelberg, gleichzeitig Fauna-Flora-Habitat-Gebiet (FFH) Gewässersystem Diemel und Hoppecke (Natura 2000-Nr. DE-4617-302) im Europäischen Schutzgebietssystem nach Natura 2000 an. Im Osten und Süden grenzt das Landschaftsschutzgebiet Bredelarer Kammer / Fürstenberger Wald an.

## Naturwert des Bruchs
Das Gestein besteht aus Zechsteingeröll mit Eisen-Dendrit und Mangan-Dendrit. Geologen fanden im Bruch Calcit, Chalkopyrit, Hämatit, Limonit, Malachit, Manganoxid und Pyrit.
Der Abbau wurde etwa 2007 eingestellt. Im Bruch ließ die Untere Naturschutzbehörde später Altlasten entsorgen und Bauwerke, bis auf ein altes Gebäude, entfernen. Im Steinbruch kommen zahlreiche seltene Tier- und Pflanzenarten wie Uhu, Bergmolch, Teichmolch, Erdkröte, Grasfrosch, Geburtshelferkröte, Schlingnatter, Fransen-Enzian, Manns-Knabenkraut usw. vor.

## Schutzmaßnahmen
2016 konnte der Verein für Natur- und Vogelschutz im Hochsauerlandkreis (VNV) mit Unterstützung durch die NRW-Stiftung den Steinbruch und umgebende Buchenwaldbereiche mit einer Flächengröße von etwa 17 ha kaufen. Teilbereiche des Buchenwaldes gehören zum Naturschutzgebiet Eselstall / Mittelberg. Der VNV stellte 2016 die Waldnutzung dauerhaft ein und führt nur noch Maßnahmen im Rahmen der Verkehrssicherungspflicht an dortigen Wegen durch. Der Steinbruch wurde vom VNV eingezäunt und darf nicht betreten werden.